# Gemeinsame Aktion
Die Gemeinsame Aktion war bis zum Vertrag von Lissabon ein Rechtsakt des Europarechts.
Soweit im Rahmen der Gemeinsamen Außen- und Sicherheitspolitik ein operatives Vorgehen der Europäischen Union notwendig war, erließ der Rat der Europäischen Union gemäß Art. 14 EU-Vertrag (in der Fassung des Vertrags von Amsterdam) eine Gemeinsame Aktion. Nach dem Vertrag von Lissabon erlässt der Rat der Europäischen Union gemäß Art. 28 EU-Vertrag in der Angelegenheit einen Beschluss.
Beschlüsse über operatives Vorgehen bzw. gemeinsame Aktionen werden auf Grund spezifischer Situationen bzw. Einzelfälle angenommen. Der Rat der Europäischen Union legt Ziele, Umfang, die der Union zur Verfügung stehenden Mittel, sowie die Bedingungen und erforderlichenfalls den Zeitraum für ihre Durchführung fest. Die rechtliche Bindungswirkung der Beschlüsse (bzw. der gemeinsamen Aktionen) für die Mitgliedstaaten der EU ist im EU-Vertrag festgelegt.
Als Ausgleich für die strikte Rechtsbindung der Mitgliedstaaten sind Schutz- bzw. Notstandsklauseln vorgesehen (Art. 28 Abs. 4 und 5 EU-Vertrag): Die Mitgliedstaaten können bei zwingender Notwendigkeit aufgrund der Entwicklung der Lage und mangels Entscheidung des Rates erforderliche Sofortmaßnahmen ergreifen, haben aber allerseits die allgemeinen Ziele der beschlossenen Aktion zu berücksichtigen und den Rat sofort über diese Maßnahmen zu unterrichten. Ebenfalls darf der Rat befasst werden, sollten sich bei der Durchführung der beschlossenen Aktion größere Schwierigkeiten ergeben. Der Rat sucht dann nach angemessenen Lösungen, die nicht im Widerspruch zur beschlossenen Aktion stehen oder ihrer Wirksamkeit schaden dürfen.
Ein Beispiel für eine Gemeinsame Aktion ist die Gemeinsame Aktion des Rates der EU-Außenminister vom 22. Juni 2000 betreffend die Kontrolle von technischer Unterstützung in Bezug auf bestimmte militärische Endverwendungen.